# Borso d’Este
Borso d’Este (ur. 1413; zm. 20 sierpnia 1471) – senior, a następnie książę Modeny i Ferrary z rodu d’Este (1450-1471).

## Życiorys
Borso urodził się w 1413 roku jako trzeci syn z nieślubnego związku Mikołaja III d’Este ze Stellą dei Tolomei dell'Assasino. Władzę nad Ferrarą objął po śmierci starszego brata Leonella d’Este w 1450 roku. W 1452 roku z rąk cesarza Fryderyka III, wracającego z koronacji w Rzymie otrzymał tytuł księcia Modeny i Reggio. W 1471 roku, po długich zabiegach, uzyskał również od papieża Pawła II tytuł księcia Ferrary. Przez cały okres swego panowania Borso starał się zapewnić pokój swojemu państwu na drodze dyplomatycznej, unikając angażowania się w konflikty zbrojne. Bez rozlewu krwi powiększył też swoje państwo po wygaśnięciu rodu Viscontich w Mediolanie. Sporo budował – ufundował słynną ferraryjską Certozę, umocnił mury miasta, w 1458 roku przebudował pałac Schifanoia. Choć nie był tak uczony jak Leonello, wspierał profesorów uniwersytetu, kupował rzadkie księgi, zajął się też gorąco wprowadzaniem sztuki drukarskiej w Ferrarze. Na okres panowania Borsa przypadają początki ferraryjskiej szkoły malarskiej związane z działalnością Cosimo Tury i Francesca del Cossy. Był mistrzem w zapewnianiu sobie rozgłosu. Zmarł bezpotomnie w 1471 roku.

## Dzieciństwo
Borso był nieślubnym synem Mikołaja III i Stelli dei Tolomei dell'Assasino. Związek Mikołaja ze Stellą trwał prawie 18 lat, w tym czasie urodziła mu ona trzech synów: Hugona (1405), Leonella (1407) i Borsa w 1413 roku. Mikołaj wychowywał synów Stelli bardzo troskliwie i wśród nich upatrywał swego następcę. W 1406 roku zmarła żona Mikołaja III Gigliola i ferraryjczycy spodziewali się, że Mikołaj poślubi Stellę. Ten jednak zwlekał i ostatecznie w 1418 roku, w wieku 35 lat poślubił Parisinę de Malatesta, córkę Andrzeja de Malatesta i Lukrecji degli Ordelatti z Rawenny. Stella umarła rok później ze zgryzoty. Jej śmierć nie zmieniła stosunku Mikołaja do zrodzonych z niej synów. Nadal uważał ulubionego Hugona za swego następcę i trzymał go u swego boku, a młodszym Leonellowi i Borsowi zapewnił staranne wykształcenie. Nie szczędząc pieniędzy na najdroższe stroje, konie i sokoły dla najstarszego syna, Leonella, podobnie jak jego młodszego brata Borsa i zrodzonego z Katarzyny degli Albersani – Meliadusa, Mikołaj od dzieciństwa przyzwyczajał do oszczędności. Gdy w 1424 roku wybuchła w Ferrarze zaraza morowa, wyprawił Meliadusa i Borsa z miasta i wydał ścisłe zarządzenia, co do ilości służby, jaką im wolno wziąć ze sobą, nakazał również ich kamerlingom, by panowie nie przyjmowali przyjaciół na obiady. Ojciec powziąwszy wiadomość o romansie swojej drugiej żony Parisiny z synem Hugonem, nakazał oboje wtrącić do wieży i następnej nocy (z 21 na 22 maja 1425) stracić. Po śmierci Mikołaja III w 1441 roku władzę objął Leonello.

## Markiz Ferrary
Borso został markizem Ferrary po śmierci Leonella, 1 października 1450 roku. Władał państwem pokojowo, dzięki szczęśliwemu zbiegowi okoliczności i własnej zręczności. We wszelkich zawikłaniach politycznych zachowywał neutralność. Kilkakrotnie sąsiedzi prosili go o rozsądzenie spraw spornych mogących doprowadzić do wybuchu wojny. Bez rozlewu krwi, powiększył swoje państwo, dzięki wygaśnięciu rodu Viscontich w Mediolanie. Papież Paweł II mówił o nim, że bez szpady i pieniędzy, idąc z sokołem na polowanie, wydaje wojnę komu chce i prowadzi ją skuteczniej niż kto inny z pięcioma tysiącami rycerzy. 
Borso dbał o sprawiedliwość w swoim państwie. Wstawał codziennie bardzo wcześnie i odmówiwszy ze swym kapelanem pacierze i modlitwy do Madonny, wychodził na miasto, otoczony swoimi radcami i sekretarzami. Wymierzał wówczas sprawiedliwość w mniej ważnych sprawach. Pewnego razu marszałek dworu nie zapłacił rzemieślnikom za pracę wykonaną dla zamku. Ci zwrócili się do Borsa, który sprawę oddał do sądu, uznał się winnym i kazał zwrócić rzemieślnikom, co się im należało. Ponieważ Ferrara wydawał mu się zbyt płaska nakazał usypać kopiec w Montesanto. Sporo budował – ufundował słynną ferraryjską Certozę, umocnił mury miasta, w 1458 roku przebudował pałac Schifanoia. Choć nie był tak uczony jak Leonello wspierał profesorów uniwersytetu, kupował rzadkie księgi, zajął się też gorąco wprowadzaniem sztuki drukarskiej w Ferrarze. Był mistrzem w zapewnianiu sobie rozgłosu. Jeden z kronikarzy zapewniał: Turcy i Indianie uważali go za jedynego księcia całych Włoch.
W odróżnieniu od innych członków swego rodu zachowywał obojętność w stosunku do kobiet i nigdy się nie ożenił. Miał dwie namiętności: polowanie i otaczanie się zbytkiem. Miał najlepsze konie, sokoły i psy. Zamek urządził z nadzwyczajnym przepychem i chętnie podejmował w nim gości. Sam chodził ubrany bardzo bogato: w złociste brokaty, w brokatowe lub atłasowe spodnie i wysoki, spiczasty beret wyszywany złotem i klejnotami. Był bardzo szczodry dla przyjaciół – Teofilowi Calcagninie – kazał wystawić pałac. Uwagę historyków przykuwają dwa wydarzenia z czasów jego panowania: przyjęcie cesarza Fryderyka III w Ferrarze i pobyt w Rzymie w 1471 roku.

## Książę Modeny i Reggio

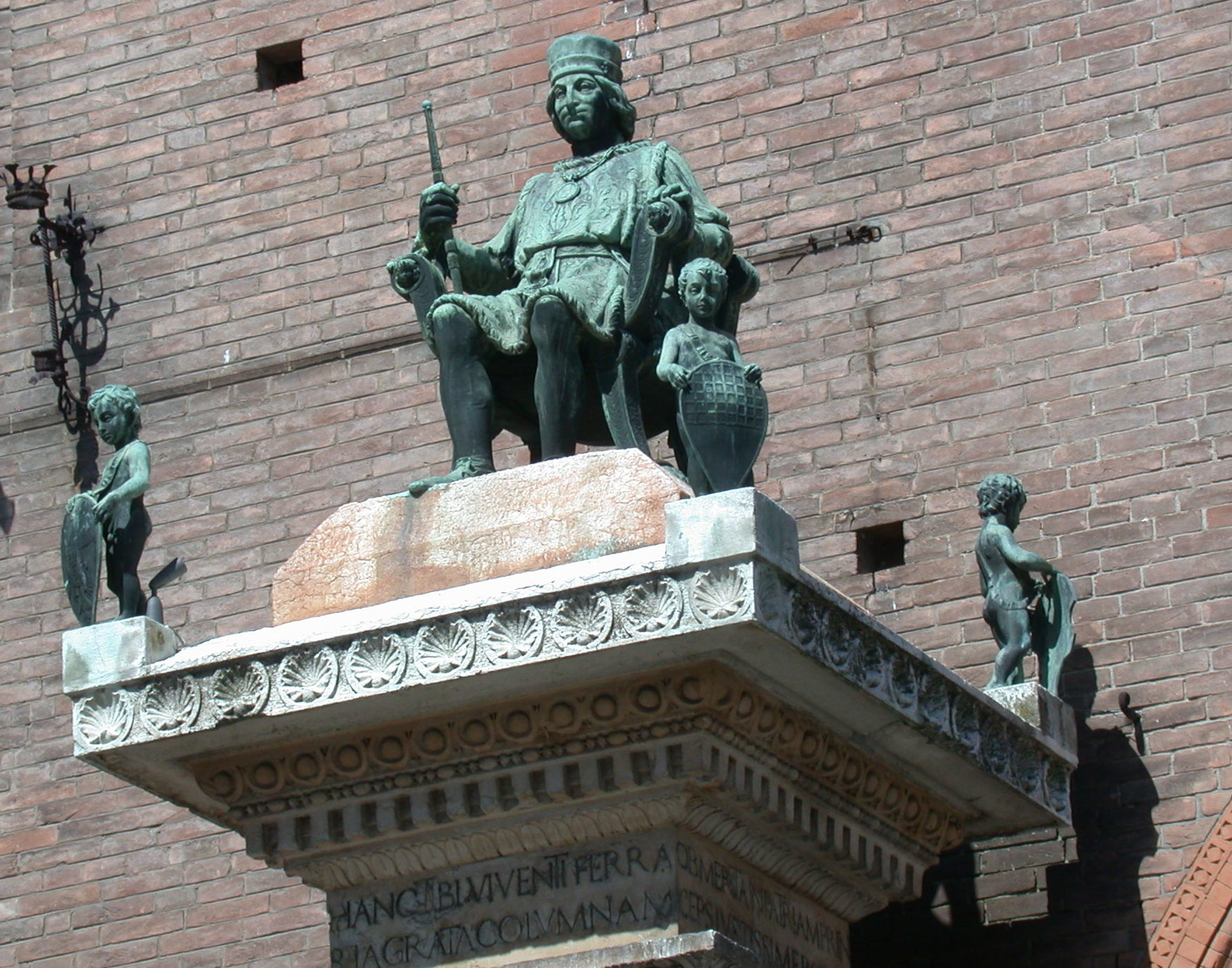
Statua Borsa d'Este przed pałacem municypalnym w Ferrarze

Z początkiem 1452 roku cesarz Fryderyk III wybrał się z dwoma tysiącami ludzi, w towarzystwie arcyksięcia Alberta i króla Władysława na koronację do Rzymu. Jako że nie opływał w złoto, chętnie rozdawał po drodze tytuły, aby zasilić swój skarbiec. Borso od dawna chciał zostać księciem, dołożył więc starań by ująć cesarza świetnym przyjęciem. Wyjechał naprzeciw niego otoczony możnowładcami i szlachtą aż do Adygi. Gościł potem cesarza przez dziesięć dni. Podarował mu 50 swoich najpiękniejszych koni i 50 najlepszych sokołów. Hojnie też obdarował członków jego świty. Ujął tym tak cesarza, że ten w drodze powrotnej przyznał mu upragniony tytuł księcia Modeny i Reggio. Tytułu księcia Ferrary nie mógł mu nadać, leżał on bowiem w gestii papieża, którego markiz był lennikiem. Papieże niechętnie zaś patrzyli na wzrost potęgi Estów.
Uroczystość nadania tytułu książęcego odbyła się w dzień Wniebowstąpienia, 18 maja. W wigilię święta na zamku odbył się wielki festyn, na którym tańczył sam cesarz. Na placu przed katedrą ustawiono namiot z płótna, przed którym stanął tron kryty złotym brokatem. Na trybunach i w oknach zgromadziły się tłumy widzów. Borso wjechał na plac w ubraniu ze złotego brokatu, z łańcuchem na szyi o wartości 20.000 florenów. Przed księciem jechało czterystu szlachty, za nim niesiono miecz książęcy. Gdy wjeżdżał na plac tłum krzyczał: Borso, Borso, Duca, Duca. Przed namiotem cesarskim Borso zsiadł z konia i wstąpił na trybunę, gdzie cesarz mianował go księciem Modeny i Reggio i hrabią Rovigo. Po czym ubrano go w długi karmazynowy płaszcz, obszyty gronostajami i czerwony beret, a do ręki włożono złote berło i nagi miecz, a pod stopy złożono mu sztandary trzech miast, nad którymi miał panować. Następnie cały orszak udał się do katedry, gdzie nowy książę przed głównym ołtarzem złożył przysięgę wierności cesarzowi i ofiarował mu na znak hołdu klejnot z siedmioma kamieniami wartości 40.000 florenów.
Po odjeździe cesarza, Borso udał się w tryumfalną podróż po nowym księstwie, w otoczeniu rycerstwa i tysiąca zbrojnych. Wszędzie witano, go okrzykami: Duca! Duca!, biciem w dzwony, śpiewem i muzyką. W Modenie i Reggio wyszły mu naprzeciw tysiące dzieci z kwiatami. W Reggio specjalne alegoryczne przedstawienie przygotował na cześć księcia Malatesta Ariosti.

## Książę Ferrary
Marzeniem Borsa było zostać jeszcze księciem Ferrary. Gdy więc papież Pius II 17 maja 1459 roku przejeżdżał przez Ferrarę, w drodze do Mantui, gdzie przygotowywał wyprawę przeciw Turkom, Borso obiecał papieżowi 300.000 florenów na ten cel. Powitał go przed miastem i wręczył klucze do Ferrary. Przez 11 dni podejmował go z przepychem, a na odjezdnym obdarował zastawą stołową o wartości 8.000 florenów. Powracającemu z Mantui papieżowi zgotował jeszcze świetniejsze przyjęcie, ale papież odmówił Borsowi tytułu i pozostał w Ferrarze tylko przez jeden dzień. Po śmierci Piusa II, tytuł księcia Ferrary przyznał wreszcie Borsowi w 1471 roku, przychylniejszy mu papież Paweł II.
Uroczyste nadanie tytułu miało miejsce w Rzymie w Wielkanoc 1471 roku. Borso wyruszył z Ferrary 13 marca w siedemset koni i po siedemnastu dniach przybył do Rzymu. Witało go przed Porta del Poppolo 17 kardynałów, skąd specjalnie na jego przyjazd udekorowanymi ulicami przeprowadzono go w pobliże Watykanu do pałacu kardynała Longeuil. 15 kwietnia w bazylice świętego Piotra papież osobiście nadał Borsowi tytuł książęcy. Po Kyrie książę złożył przysięgę wierności papieżowi, Tomasz, despota Morei opasał go mieczem, a Konstanty Sforza i signor Napoleon Orsini przymocowali mu złote ostrogi, na znak prawdziwego rycerstwa. Po ceremonii pasowania na rycerza Kościoła Borso przyjął komunię, po czym nastąpił właściwy akt nadania tytułu księcia: ubrano go w płaszcz z karmazynowego adamaszku i zawieszono na ramionach kołnierz gronostajowy, a papież włożył księciu na głowę mitrę oveta, spiczastą z klapami spadającymi na uszy, ozdobioną perłami i pięknym rubinem. Następnego dnia papież wręczył księciu złotą różę cnoty i wydał na jego cześć ucztę. Po uczcie przyjął Borsa na poufnej audiencji. Jej przebieg nie jest znany, domyślano się jednak, że papież zamierzał zwołać do Ferrary nowy sobór i nad tym konferował z księciem.
Borso bawił w Rzymie przeszło miesiąc. Nabawił się w Wiecznym Mieście febry i chory przybył do Ferrary. Zmarł 19 sierpnia, zapewniwszy wcześniej swemu bratu, Herkulesowi następstwo tronu. Został pochowany w Certozie.

## Mecenas

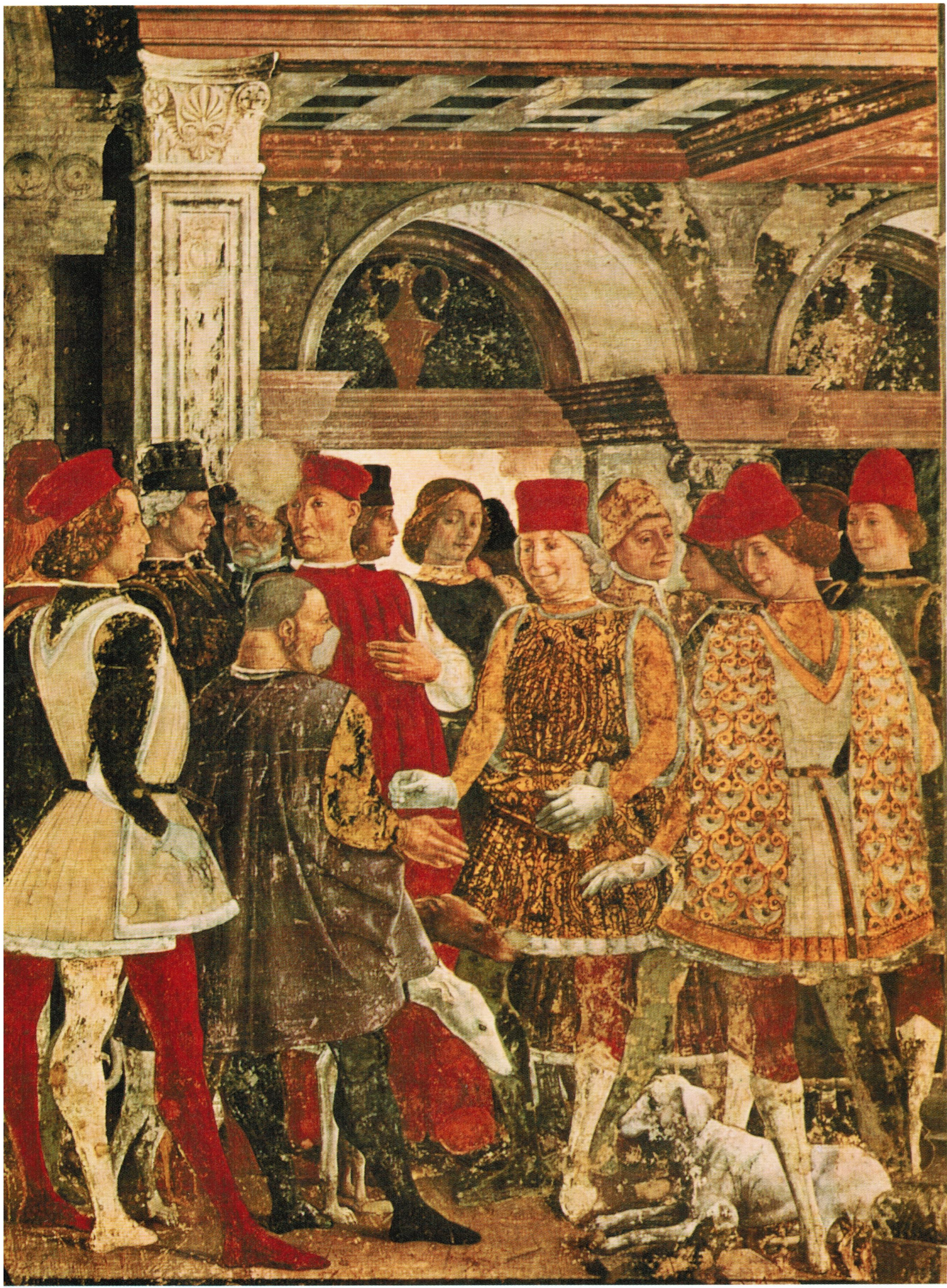
Borso d'Este i jego błazen. Fragment fresku Francesca del Cossy

Rządy Borsa przyniosły koniec panowania łaciny w Ferrarze. Książę zajmował się intrygami politycznymi, polowaniami, organizowaniem festynów. Łaciny nie znał i o łacinników mało dbał, choć na uniwersytet pieniędzy nie skąpił. Nieliczni łacinnicy, którzy zdecydowali się mimo to pozostać w Ferrarze, aby się przypodobać księciu, tłumaczyli utwory łacińskie i greckie na język włoski. Przetłumaczono w tym czasie: Żywoty Plutarcha, Listy Cycerona, dzieła Appiana, Prokopa, Herodota, Ksenofonta, Plauta, Apulejusza i wielu innych. Z rozwojem języka włoskiego wiąże się też wzrost zamiłowania do francuskich romansów. Z katalogu książęcej biblioteki wynika, że rodzina książęca i dworzanie czytali: Gothofreda de boion, Galootha le Bruna, Meliadusa, Tristana in lingua gallica, Lancelota, Grala, Merlina. Markizom nie można było sprawić większej przyjemności niż porównanie ich do rycerzy króla Artura.
Jedynym głośnym humanistą na dworze Borsa był Ludovico Carbone (1435-1482), autor czterech ksiąg poezji, którego Strozzi chwalili jako znakomitego poetę i profesora, a który sam szczycił się ułożeniem 10.000 wierszy i tym, że ułożył utwory na okoliczność śmierci każdego znacznego człowieka i zamążpójścia każdej panny ze znakomitego domu, ilekroć takie wydarzenie miało miejsce za jego życia. Z dworem Borsa pozostawał również związany Michał Savonarola, autor Practica major, encyklopedii ówczesnej wiedzy medycznej.
Za czasów Borsa ustał wpływ obcych malarzy na malarstwo ferraryjskie. Z wyjątkiem Piera della Francesca, który pracował dla księcia w 1451 roku, nie zapraszano innych artystów. Powstanie szkoły ferraryjskiej w malarstwie wiąże się z działalnością Cosimo Tury (1429/1430-1495). Tura po śmierci nadwornego malarza Estów Angela da Siena został „malarzem od wszystkiego”: malował kartony do kobierców tkanych na sposób flamandzki, na pokrycie ławek, na kapy do łóżek. Ozdabiał skrzynie, końskie rzędy, a nawet bucentaura, którym Borso wypłynął na spotkanie księcia mediolańskiego w 1462 roku. Kiedy w 1467 roku powrócił po dwuletniej nieobecności, poświęconej namalowaniu fresków w bibliotece w Mirandoli, książę zlecił mu ozdobienie freskami wielkiej sali pałacu Schifanoia, a następnie kaplicy zamkowej w Belriguardo. Borso umarł, zanim Tura ukończył freski w Belriguardo, a mistrz oddał mu ostatnią przysługę, ozdabiając jego katafalk. Równolegle z pracami w kaplicy zamkowej Tura malował dwa ze swych najsłynniejszych obrazów: Świętego Jerzego i Zwiastowanie.
Przy malowaniu fresków w Schifanoi współpracował z Turą o dziewięć lat od niego młodszy Francesco del Cossa (1438-1480), odznaczający się podobną siłą wyrazu, zdrowym realizmem i zamiłowaniem do typów pospolitych, często brzydkich. W odróżnieniu od Tury, być może pod wpływem Piera, del Cossa nadawał swym postaciom więcej giętkości i lepiej operował perspektywą. Spod jego pędzla wyszły, nieocenione dla poznania kultury odrodzenia, freski przedstawiające zajęcia Borsa w marcu, kwietniu i maju, malowane w latach 1467-1470. Jego dziełem jest też ankona ołtarzowa przedstawiająca świętego Jacka i dokonane przezeń cuda oraz świętych Piotra i Jana. Po 1470 roku del Cossa przeniósł się do Bolonii i tam dalej malował. Za czasów Borsa rozpoczął też działalność w Ferrarze Baldassare d’Este, naturalny syn Mikołaja III. Baldassare osiadł w Ferrarze w 1469 i od tego czasu był nadwornym malarzem Estów. Musiał być bardzo dobrym portrecistą, bo Borso nakazał mu przemalować swoje własne głowy na freskach w Schifanoi, co stało się przyczyną opuszczenia Ferrrary przez del Cossę. Najsłynniejszą pracą Baldassara był portret konny Borsa, Alberta d’Este i dwóch dworzan: Wawrzyńca Strozziego i Teofila Calcagniniego, rozpoczęty jeszcze za życia księcia.